# گیاه‌خواری (انسان)

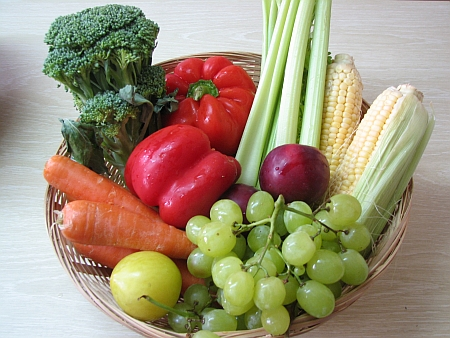
سبدی از میوه‌های تازه

گیاه‌خواری (به انگلیسی: Vegetarianism) به معنای پرهیز از خوردن گوشت جانوران است که ممکن است شامل پرهیز از غذاهایی مانند شیر، فراورده لبنی، تخم‌مرغ و عسل که خاستگاه جانوری دارند نیز بشود. چندین نوع گیاه‌خواری وجود دارد که بسته به نوع آن، جهت‌گیری گیاه‌خواران در برابر جانوران دامی و فراورده‌های دامی متفاوت است. عده‌ای از گیاه‌خواران در کنار نخوردن یا کمتر خوردن فراورده‌های جانوری با آزار و کشتار آن‌ها نیز مخالفند.
برخی از گیاه‌خواران از پوشیدن لباس‌هایی مانند چرم، ابریشم و خز که از کشتن جانوران به دست آمده نیز پرهیز می‌کنند. در وگانیسم که گاهی «گیاه‌خواری مطلق» هم نامیده می‌شود از همه فراورده‌های جانوری، چه از کشتن جانوران به دست آمده باشند و چه با بهره‌گیری از آن‌ها (مانند لبنیات، تخم‌مرغ، عسل و…) پرهیز می‌شود.
امروزه در همهٔ کشورهای جهان گیاه‌خواران وجود دارند و در بعضی کشورها همانند هند، گیاه‌خواری دارای ریشه‌های تاریخی و مذهبی است.
با این‌که در پیش گرفتن رژیم گیاه‌خواری به شیوه‌های گوناگونی امکان‌پذیر است اما وجه مشترک تمام این شیوه‌ها پرهیز از خوردن گوشت جانور خون‌گرم است.

## دسته‌بندی
گیاه‌خواران بر اساس نوع طرز فکر و هدفشان از گیاه‌خواری به دسته‌های مختلفی تقسیم می‌شوند.

### وگانیسم
یک روش تغذیه و زندگی است که هدف آن حذف هر نوع محصول حیوانی چه در غذا و چه در مواد مصرفی است. مهم‌ترین دلایل گرایش به وگانیسم افراد، مسائل اخلاقی یا رعایت حقوق حیوانات، حفاظت محیط زیست، حفظ سلامتی، مسائل معنوی یا مذهبی است. بسیاری از افراد وگان با پرورش صنعتی حیوانات و آزمایش روی حیوانات مخالف هستند. از مهم‌ترین محصولات حیوانی که پاک گیاه‌خواران یا وگان‌ها از مصرف آن‌ها خودداری می‌کنند می‌توان به انواع گوشت (گوشت قرمز، مرغ، آبزیان، ماکیان و…)، لبنیات، تخم‌مرغ، عسل، ابریشم، چرم، خز و نیز محصولاتی که در آن‌ها از فراورده‌های جانوری (مانند ژله که از ژلاتین به‌دست می‌آید) استفاده شده است اشاره کرد.

### خام‌گیاه‌خواری
در خام‌گیاه‌خواری هم افراد تقسیم‌بندی به گروه‌های مختلفی می‌شوند که باورهای متفاوتی دارند، اما به‌طور کلی در این روش گوشت، لبنیات و فراورده‌های آن و تخم‌مرغ به هیچ نوع و صورتی مصرف نمی‌شود (جز خام‌گیاه‌خواران عسلی که از عسل ارگانیک استفاده می‌کنند ولی خام‌گیاه‌خواران وگان از هیچ نوع محصول حیوانی از جمله عسل استفاده نمی‌کنند) خام‌گیاه‌خواران از مواد محرکه مانند قهوه، چای، نوشیدنی‌های الکلی، یا سیگار خودداری می‌کنند و آن‌ها را به کار نمی‌برند. غذای مصرفی این افراد شامل انواع میوه، سبزی یا سالاد، آجیل و خشکبار مانند مغز گردو، پسته، فندق، بادام، کنجد و انواع جوانه‌ها از قبیل جوانه گندم، عدس، ماش، نخود، سویا و مواد قندی نظیر کشمش، خرما، انجیر و شکر قهوه‌ای و عسل است. ”البته خام‌گیاهخواران وگان به هیچ عنوان از عسل استفاده نمی‌کنند و عسل را غذای طبیعی انسان نمی‌بینند” که به صورت خام و طبیعی مصرف می‌نمایند و می‌توان آن‌ها را به صورت غذاهای ترکیبی درآورده و مصرف کرد.

### فروگنیسم
این دسته از وگان‌ها تنها از میوه‌ها و محصولات گیاهان استفاده می‌کنند. فروگن‌ها بر این باورند که زندگی گیاهان نیز به اندازهٔ زندگی جانوران محترم است. آن‌ها علاوه بر این که مصرف محصولات جانوری را تحریم می‌کنند، آن دسته از محصولات گیاهی که باعث مرگ یا آسیب‌دیدگی گیاهان می‌شود را نیز مورد استفاده قرار نمی‌دهند. فروگن‌ها برخلاف خام‌گیاه‌خواران از غذاهای پخته نیز بهره می‌برند.

### گیاه‌خواری حاوی شیر و تخم مرغ
گیاه‌خوارانی که انواع گوشت (گوشت قرمز، مرغ، آبزیان، ماکیان و…) مصرف نمی‌کنند اما تخم‌مرغ و لبنیات مصرف می‌کنند.

### زرده گیاه‌خواری
گیاه‌خوارانی که انواع گوشت (گوشت قرمز، مرغ، آبزیان، ماکیان و…) و لبنیات مصرف نمی‌کنند اما تخم‌مرغ مصرف می‌کنند.

### شیر گیاه‌خواری
گیاه‌خوارانی که انواع گوشت (گوشت قرمز، مرغ، آبزیان، ماکیان و…) و تخم‌مرغ مصرف نمی‌کنند اما لبنیات مصرف می‌کنند.

### نیمه گیاه‌خواری
گیاه‌خوارانی که گاهی و به مقدار کم از انواع گوشت استفاده می‌کنند. پسکیترینیسم، پولوترینیسم و پولوپسکیترینیسم برخی از انواع نیمه گیاه‌خواری هستند.
- پسکیترینیسم (Pescetarianism)

گیاه‌خوارانی که گوشت دریایی مانند ماهی و صدف دریایی مصرف می‌کنند و به دو گروه تقسیم می‌شوند.
- - کسانی که -جز گوشت محصولات دریایی- محصولات گوشتی و غیر گوشتی دیگر حیوانات را مصرف نمی‌کنند.
  - کسانی که -جز گوشت محصولات دریایی- محصولات گوشتی جانوران را مصرف نمی‌کنند اما محصولات غیرگوشتی جانوران را مصرف می‌کنند.
- پولوترینیسم (pollotarianism)

گیاه‌خوارانی که گوشت مرغ و سایر طیور اهلی را مصرف می‌کنند.
- پولوپسکیترینیسم (pollo-pescetarianism)

گیاه‌خوارانی که دلایلی چون دلایل اخلاقی و زیست‌محیطی، گوشت مرغ و ماهی مصرف می‌کنند اما گوشت قرمز نمی‌خورند و می‌توان آن‌ها را غیرپستاندار خوار نامید.

### گیاه‌خواری اخلاق محور
از جمله مهم‌ترین و سابقه‌دارترین دلایل برای گیاه‌خواری ملاحظات اخلاقی است. بیشتر کسانی که گیاه‌خواری را برمی‌گزینند، می‌گویند: «ما انسان‌ها حق نداریم بدون دلیل موجه به سایر حیوانات رنج وارد کنیم یا نباید به صرف عادت و علاقه، رژیم غذایی‌ای را انتخاب کنیم که محیط زیست را به خطر می‌اندازد.»
کنفسیوس فیلسوف چینی نیز می‌گوید: «هرکس یک بار فریاد جانوری در حال کشته شدن را شنیده باشد، هرگز گوشت نمی‌خورد».

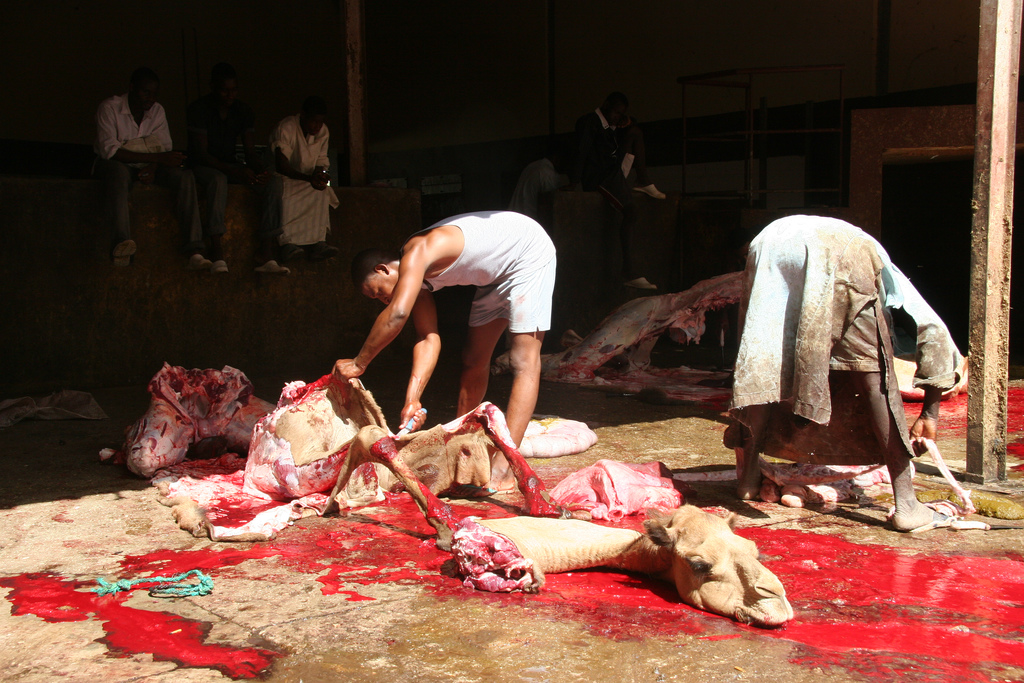
برخی از گیاه‌خواران، سلاخی کردن حیوانات را باعث رنج و شکنجه آنان و به دور از اصول اخلاقی می‌دانند.

انسان نقش برادر بزرگ‌تر را برای حیوانات دارد؛ نه حق دژخیمی و ستمگری بر آنان را.
صادق هدایت

### گیاه‌خواری زیست‌بوم محور
این گیاه‌خواران این رژیم غذایی را با هدف بهبود شرایط محیط زیست انجام می‌دهند.
- گیاه‌خواری زیست‌بوم محور واکنشی ست به این دغدغه که تولید گوشت و فراورده‌های جانوری برای مصرف گسترده، به ویژه از طریق مزرعه‌های صنعتی از نظر زیست‌محیطی ناپایدار است. طبق پژوهش‌های سازمان ملل متحد در سال ۲۰۰۶، صنعت دامداری یکی از بیشترین نقش‌ها را در زوال زیست‌محیطی در سطح جهانی ایفا می‌کند و فعالیت‌های نوین پرورش جانوران برای مصارف غذایی آن هم در مقیاس عظیم به آلودگی هوا و آب‌ها، فرسایش زمین‌ها، تغییرات آب و هوایی، و از دست رفتن تنوع زیستی منجر می‌شود. این پژوهش‌ها نشان داد که بخش دامداری یکی از دو یا سه بخشی ست که بیشترین سهم را در ایجاد مشکلات زیست‌محیطی جدی -چه در مقیاس منطقه‌ای و چه در مقیاس جهانی- ایفا می‌کند.[۱۴]
- در سال ۲۰۰۹ شرکت نایک و تیمبرلند خرید چرم از بخش‌های جنگل‌زدایی شدهٔ جنگل‌های آمازون را متوقف کردند.[۱۵] این عمل تنها چند هفته پس از گزارش سازمان صلح سبز صورت گرفت که نشان می‌داد گله‌های دامداری‌های منطقهٔ آمازون باعث تخریب جنگل‌های آمازون می‌شوند. طبق پژوهش آرنولد نیومن هر همبرگری که می‌خریم باعث از بین رفتن ۶٫۲۵ متر مربع از جنگل‌های بارانی می‌شود.[۱۶]
- علاوه بر این، دامداری یک منبع عظیم تولید گازهای گلخانه‌ای ست و مسئول ۱۸٪ از انتشار گازهای گلخانه‌ای جهان است. اگر بخواهیم مقایسه‌ای انجام دهیم می‌توان گفت، تمامی نظام حمل و نقل در سطح جهان (شامل تمامی ماشین‌ها، ماشین‌های سنگین، اتوبوس‌ها، قطارها، کشتی‌ها و هواپیماها) تنها مسئول ۱۳٫۵٪ از انتشار دی‌اکسیدکربن هستند. به عبارت دقیق‌تر، ۶۵٪ نیترواکسید و ۳۷٪ متانی که توسط فعالیت‌های انسان تولید می‌شود ناشی از فعالیت‌های مربوط به دامداری هستند. برای روند گرمایش زمین (GWP)، انتشار متان ۲۱ بار و انتشار نیتروکسید ۲۹۶ بار خطرناک تر از انتشار دی‌اکسید کربن است.[۱۷]
- حیوانات توسط غله تغذیه می‌شوند و علاوه بر این، آن دسته از جانورانی که وابسته به گله‌چرانی هستند مقدار بسیار بیشتری آب در مقایسه با مقدار آب مورد نیاز برای کاشت غلات نیاز دارند.[۱۸] طبق پژوهش‌های وزارت کشاورزی ایالات متحده آمریکا، تولید غلهٔ مورد نیاز برای تغذیه دام‌ها نیاز به چیزی در حدود نیمی از ذخایر آب آمریکا و ۸۰٪ زمین‌های کشاورزی آن دارد. علاوه بر این، در آمریکا، ۹۰٪ دانه‌های سویا، ۸۰٪ ذرت و به‌طور کلی ۷۰٪ غلهٔ آمریکا را جانورانی که برای غذا پرورش داده می‌شوند مصرف می‌کنند.[۱۹]
- وقتی میزان غذای مصرف شده برای تولید جانوران از علوفه تا مصرف آن، مورد بررسی قرار می‌گیرد حاکی از آن است که ناکارآمدی گوشت، شیر و تخم مرغ از نسبت ۴ به ۱ تا ۵۴ به ۱ (نسبت انرژی صرف شده به پروتئین تولید شده) متغیر است:[۲۰]

1. علوفه پیش از آنکه توسط دام خورده شود بایستی رشد کند.
2. مهره داران خون‌گرم نیاز به مصرف مقدار بسیاری زیادی کالری دارند تا بتوانند بدن خود را گرم نگه دارند (برخلاف گیاهان یا حشرات).

- مقیاسی که می‌تواند به عنوان یک معیار سنجش مورد استفاده قرار گیرد عبارت است از «کارایی تبدیل» غذای وارد شده به تودهٔ بدن که نشان می‌دهد به عنوان مقال، که تنها ۱۰٪ غذای وارد شده به بدن دام گوشتی به توده بدن تبدیل می‌شود، در مقابل ۱۹ تا ۳۱٪ در بدن کرم ابریشم و ۴۴٪ در بدن سوسک آلمانی.[۲۰]

دیوید پیمنتال، بوم‌شناس عنوان کرده است، «اگر تمام غله‌ای که در حال حاضر در آمریکا به مصرف دام‌ها می‌رسد به‌طور مستقیم توسط انسان‌ها به مصرف می‌رسید، این مقدار برای تغذیهٔ نزدیک به ۸۰۰ میلیون نفر کافی بود».
- آن‌گونه که این پژوهش‌ها نشان می‌دهند، تولید غذای دام نوعاً در مقایسه با کشت غلات، سبزیجات، بذرها و میوه‌ها کارایی بسیاری پایین‌تری دارد. با این وجود، ذکر سه نکته لازم به نظر می‌رسد:

1. این مسئله برای حیواناتی که بیشتر از آن‌که به آن‌ها غذا داده شود می‌چرند صادق نیست، به ویژه حیواناتی که در زمین‌هایی می‌چرند که برای مصارف دیگر مناسب نیستند.[۲۰]
2. این مسئله همچنین در مورد حشراتی که به عنوان غذا پرورش داده می‌شوند صادق نیست. چرا که این روش می‌تواند از نظر زیست‌محیطی از خوردن غذایی که از دامداری‌ها می‌آید پایدارتر باشد.[۲۰]
3. گوشتی که در آزمایشگاه تولید شده (in vitro meat) نیز می‌تواند از نظر زیست‌محیطی از گوشتی که به صورت معمول تولید می‌شود پایدارتر باشد.[۲۲]

- بر اساس نظریهٔ پویایی غذایی (trophic dynamics)، از نظر میزان مصرف غلات، برای تغذیهٔ حیواناتی که برای گوشت‌شان پرورش داده می‌شوند در مقایسه با تغذیهٔ همان تعداد انسان که گیاه‌خوار هستند ۱۰ برابر غلهٔ بیشتری مورد نیاز است. در حال حاضر، ۷۰٪ تمامی، گندم، ذرت و سایر غلات تولید شده صرف تغذیهٔ دام‌ها می‌شود.[۲۳] این مسئله باعث شده است که بسیاری از طرفداران گیاهخواری به این نتیجه برسند که از نظر بوم شناختی مصرف گوشت یک بی مسئولیتی ست.[۲۴] با این وجود، ذکر این نکته نیز لازم است که پرورش تعداد نسبتاً کمی از حیوانات چرنده می‌تواند سودمند باشد. همان‌طور که شبکه پژوهش‌های غذایی و آب و هوایی در دانشگاه سوری (Surrey) گزارش می‌دهد که: «بخش کوچکی از تولید دام احتمالاً برای محیط زیست سودمند است.»[۲۵]

 سازمان غذا و کشاورزی سازمان ملل متحد (FAO) برآورد کرده است که میزان انتشار مستقیم گازهای گلخانه‌ای در روند تولید گوشت حدود ۱۸٪ کل انتشار گازهای گلخانه‌ای جهان است. از این رو من می‌خواهم این حقیقت را مورد تأکید قرار دهم که در میان گزینه‌هایی که برای تغییرات آب و هوایی داریم، تغییر رژیم‌های غذایی یکی از چیزهایی است که باید در نظر گرفته شود.
راجاندرا پاچاوری
رئیس هیئت میان دولتی در زمینهٔ تغییرات آب و هوایی

- در مه ۲۰۰۹، شهر خنت در بلژیک گزارش کرد که «اولین شهری در جهان است که می‌رود تا یک روز در هفته گیاه‌خوار شود». و این زمانی بود که مسئولان محلی به دلایل زیست‌محیطی، تصمیم گرفتند تا یک روز بدون گوشت را در هفته به اجرا بگذارند. مسئولان دولتی با به رسمیت شناختن گزارش سازمان ملل متحد، یک روز در هفته وعده‌های غذایی گیاهی می‌خورند. در این راستا، پوسترهایی برای تشویق مردم به شرکت در روزهای گیاه‌خواری توسط مسئولان محلی در شهر نصب شد؛ و «نقشه خیابان‌های گیاهی» برای معرفی رستوران‌های گیاهی به چاپ رسید. در سپتامبر ۲۰۰۹، مدارس در شهر خنت نیز یک روز در هفته غذای گیاهی دارند.[۲۷]

### گیاه‌خواری اقتصاد محور
کسانی که به‌دلیل اجبار اقتصادی یا انتخاب عمدی شکل زندگی ساده، به گیاه‌خواری رو آورده باشد، در دستهٔ گیاه‌خواران اقتصادی جای می‌گیرند.
گیاه‌خواری اقتصادمحور مفهومی شبیه به گیاه‌خواری زیست‌بوم محور ست. یک گیاه‌خوار اقتصادمحور، فردی است که یا به دلیل دغدغه‌های فلسفی نظیر بهداشت عمومی و مهار گرسنگی در سطح جهان، بر این باور است که مصرف گوشت از نظر اقتصادی غیرمعقول است و کنار گذاشتن گوشت را بخشی از حرکت به سوی ساده‌زیستی می‌داند؛ یا به‌طور کلی مصرف گوشت را غیرلازم می‌بیند.
طبق پژوهش‌های مؤسسهٔ وردواچ (Worldwatch Institue)، «کاهش عظیم در مصرف گوشت در جوامع صنعتی:
- باعث تسهیل مراقبت‌های بهداشتی و همین‌طور تقویت بهداشت عمومی می‌گردد.
- کم شدن تعداد دام‌ها و دامداری‌ها باعث برداشته شدن فشار از روی زمین‌های زراعی و زمین‌های کشت غلات خواهد شد.
- به منابع کشاورزی پایه امکان خواهد داد تا احیا شوند.
- امکان استفاده کارآمد از زمین‌های زراعی و منابع آبی را فراهم می‌آید. درست در زمانی که جمعیت جهان در حال رشد است. علاوه بر این از این طریق می‌توان این بخش عظیمی از غله را که تاکنون صرف تولید گوشت می‌شده است را صرف بهبود وضعیت گرسنگی مزمن جهانی کرد.»

### گیاه‌خواری کارگر محور
برخی گروه‌ها، نظیر بنیاد مردمی رعایت اصول اخلاقی در برابر جانوران (PETA) با این دلیل به ترویج گیاه‌خواری می‌پردازند که از این طریق اعتراض خود را در برابر برخورد افتضاح و شرایط ضدانسانی که در صنعت گوشت با کارگران صورت می‌گیرد اعلام کنند. این گروه‌ها به مطالعاتی اشاره می‌کنند که نشان می‌دهد شرایط کار در صنعت گوشت باعث چه آسیب‌های روان‌شناختی در کارگران می‌شود. این گروه‌ها عنوان می‌کنند که صنعت گوشت حقوق انسانی کارگرانش را از طریق مجبور کردن آن‌ها به انجام کارهای دشوار و آشفته‌کننده و عدم ارائهٔ نکات و آموزش‌های لازم نقض می‌کند.
با این وجود، باید این نکته را نیز در نظر گرفت که شرایط کاری کارگران بخش کشاورزی نیز به‌ویژه کارگران غیردائم از شرایط کاری سایر بخش‌های اقتصاد پایین‌تر، بی‌کیفیت‌تر و ضدانسانی‌تر است.
حوادثی نظیر مسمومیت‌های ناشی از سموم میان کشاورزان و کارگران مزارع و مجتمع‌های کشاورزی در افزایش خطرات تهدیدکننده سلامتی و افزایش میران مرگ‌ومیر در میان ایشان نقش دارد. در واقع، طبق پژوهش‌های سازمان بین‌المللی کار، کشاورزی در سطح جهان سومین شغل پرخطر برای کارگرانی ست که در این شغل فعالیت می‌کنند،

## فواید

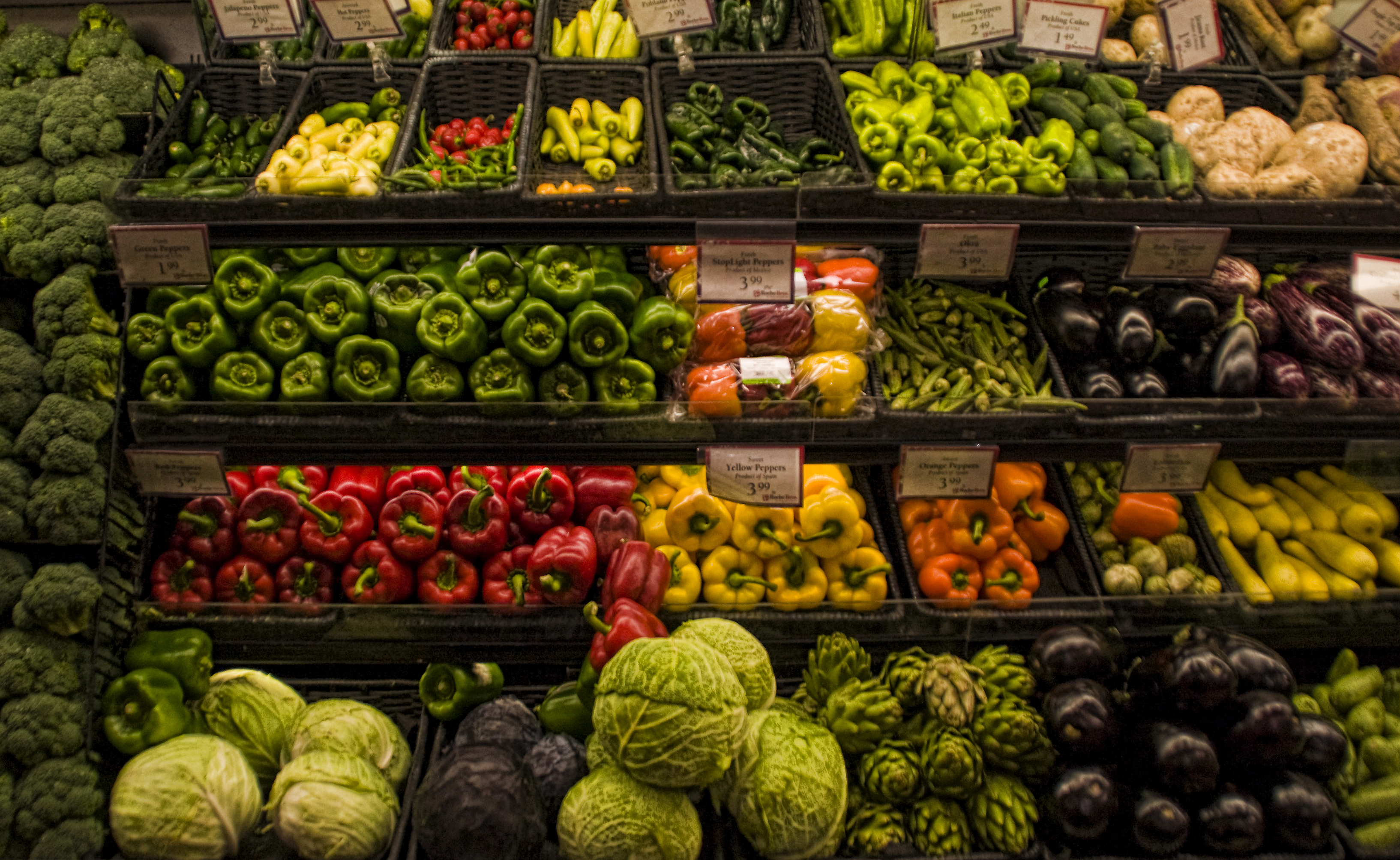
خوردنی‌های گیاهی گوناگون

از آن‌جایی که بیشتر گیاه‌خواران از منابع یا غذاهای حیوانی استفاده نمی‌کنند و نیز با توجه به این‌که کلسترول یکی از انواع چربی‌هایی است که تنها در منابع حیوانی وجود دارد، بنابراین می‌توان نتیجه گرفت که سطح کلسترول خون گیاه‌خواران پایین بوده و این امر می‌تواند سبب جلوگیری از بیماری‌هایی همچون فشار خون، انسداد عروق و سکته قلبی شود. امروزه ثابت شده کسانی که به مقدار زیاد از فراورده‌های گوشتی بهره می‌برند بیشتر مستعد ابتلا به بیماری‌های قلبی، کلیوی و سرطان‌ها هستند.
همچنین کمبود چربی در رژیم گیاه‌خواری سبب جلوگیری از چاقی و چربی خون و همچنین پیامدهای ناشی از آن از جمله سرطان پروستات می‌شود و نیز به علت بالا بودن میزان فیبر غذایی از یبوست و بروز سرطان روده بزرگ جلوگیری می‌کند.
پژوهش‌های جدید نشان می‌دهند رژیم‌های غذایی مبتنی بر گیاه‌خواری می‌تواند کلید زندگی طولانی باشد. بر پایهٔ این بررسی‌ها، کاهش مصرف مواد پروتئینی مانند گوشت می‌تواند روند پیر شدن را در انسان کاهش داده و امید به زندگی را نیز به‌طور قابل توجهی افزایش دهد. دانشمندان سال‌هاست که اعتقاد دارند رژیم‌های غذایی کم کالری که میزان مصرف کالری در آن‌ها تقریباً ۶۰ درصد رژیم‌های امروزی است می‌تواند منجر به افزایش عمر انسان‌ها شود. اما دانشمندان انگلیسی کشف کردند که کلید زندگی طولانی کاهش میزان مصرف پروتئین است و نه کاهش مجموع کالری دریافتی انسان‌ها. به این ترتیب بر اساس کشف جدید، مردم بدون نیاز به کاهش میزان کالری که در طول روز مصرف می‌کنند می‌توانند با مصرف کمتر مواد پروتئینی مانند گوشت، ماهی و… عمر خود را افزایش دهند. پزشک ماتیو پایپر از دانشگاه کالج لندن در این‌باره گفت: «رژیم‌های غذایی مبتنی بر گیاه‌خواری یکی از روش‌های رسیدن به این هدف است. پژوهش‌های ما نشان می‌دهند که کاهش ۳۰ درصدی میزان کالری مصرفی در طول روز می‌تواند خطر ابتلاء به سرطان و حملات قلبی را نزدیک به ۵۰ درصد کاهش داده و طول عمر انسان‌ها را یک سوم افزایش دهد.» دانشمندان با انجام پژوهش‌هایی روی مگس‌های میوه متوجه شدند اسیدهای آمینه تأثیر زیادی روی طول عمر انسان‌ها دارند. به‌ویژه تغییر در میزان مصرف یک آمینو اسید به نام متیونین بسیار در افزایش طول عمر مؤثر بوده است. اگرچه بین انسان‌ها و مگس‌ها تفاوت‌های زیادی وجود دارد، اما محققان معتقدند نتایج این آزمایش‌ها در دستهٔ عمده‌ای از حیوانات گوناگون و همچنین روی انسان‌ها صدق می‌کند. متیونین در شکل‌گیری بسیاری از پروتئین‌ها لازم است. این ماده به‌طور طبیعی در غذاهایی مانند ماهی، گوشت و تنقلات وجود دارد.
به باور انجمن تغذیه آمریکا (ADA) رژیم‌های غذایی گیاه‌خواران، شامل گیاه‌خواران کامل یا وگان‌ها، سالم هستند و نه‌تنها مواد مغذی لازم برای بدن را تأمین می‌کنند بلکه در پیشگیری و درمان بیماری‌هایی همچون چاقی، دیابت و برخی سرطان‌ها نیز سودمندند.

## طول عمر

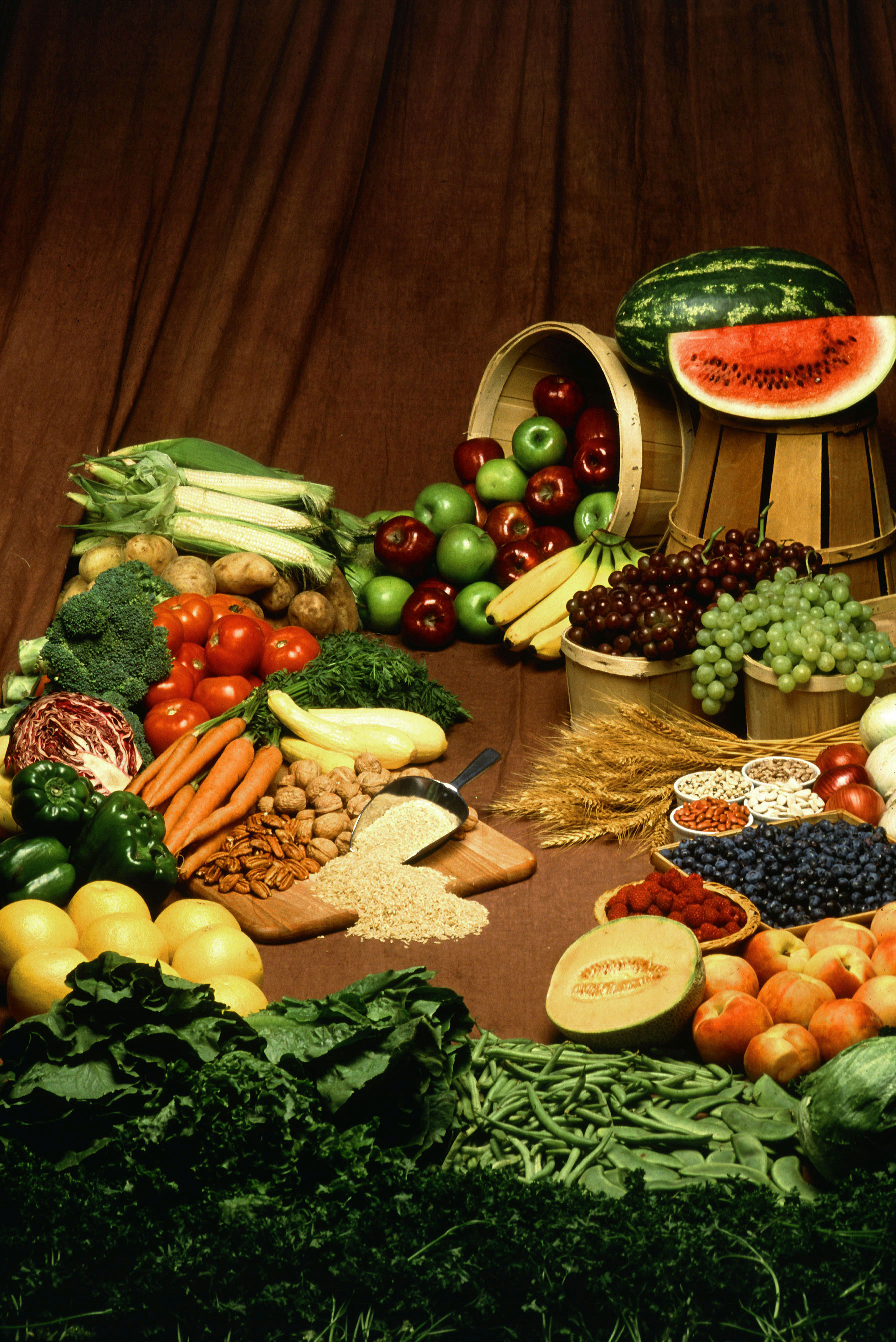
خوردنی‌های گیاهی گوناگون

یک فراتحلیل در سال ۱۹۹۹ نتایج ۵ پژوهش غربی را در این زمینه ترکیب کرد. این فراپژوهش، میزان مرگ‌ومیر را این‌گونه گزارش کرد (اعداد کوچک‌تر به معنای مرگ‌ومیر کم‌تر می‌باشد): در بین افراد ماهی‌خوار ۰٫۸۲، گیاه‌خواران ۰٫۸۴، گوشت‌خواران گه‌گاهی ۰٫۸۴، گوشت‌خواران منظم و وگان‌ها هم بیشترین میزان مرگ‌ومیر به اندازهٔ ۱ را داشتند. این مطالعه تعداد مرگ‌ها را در هر دسته گزارش کرده است و انتظار طیف‌هایی از خطاها را دارد که برای هر نسبت و تنظیماتی که روی داده‌های صورت گرفته است، ممکن است روی دهد. به هر حال «مرگ‌ومیر کم‌تر، بسیار به‌خاطر رواج (به نسبت) کم دخانیات در این گیاه‌خواران بوده است.» در دلایل اصلی مرگ که پژوهش شده‌اند، تنها یک تفاوت در میزان مرگ‌ومیر به رژیم غذایی نسبت داده می‌شود که: «گیاه‌خواران در مقایسه با گوشت‌خواران به میزان ۲۴٪ مرگ‌ومیر کم‌تری بر اثر بیماری‌های ایسکمیک قلب داشته‌اند و هیچ ارتباطی بین رژیم غذایی گیاه‌خواری با دیگر دلایل عمدهٔ مرگ برقرار نشد.»
در «مرگ‌ومیر گیاه‌خواران بریتانیایی»، نتیجهٔ مشابهی به دست آمد: «گیاه‌خواران بریتانیایی مرگ‌ومیر کم‌تری در مقایسه با مردم عادی دارند. نرخ مرگ آن‌ها مانند افراد غیرگیاه‌خوار قابل مقایسه (هم‌تراز) با آن‌هاست که نشان می‌دهد، بیشتر این برتری می‌تواند به فاکتورهای سبک زندگی نامربوط به رژیم غذایی نسبت داده شود، مثل رواج کم‌تر دخانیات و وضعیت اجتماعی، اقتصادی عموماً بالای آن‌ها، یا جنبه‌های رژیم غذایی آن‌ها غیر از پرهیز از گوشت و ماهی.»
پژوهش بهداشت و تندرستی اَدوِنتیست، پژوهش در جریانی است از امید به زندگی در بین ادونتیست‌های روز هفتم. این تنها پژوهشی است در بین دیگر پژوهش‌ها که گواه مثبتی را برای گیاه‌خواری دارد. پژوهشگران دریافته‌اند که ترکیب سبک‌های زندگی مختلف می‌تواند امید به زندگی را تا به اندازهٔ ۱۰ سال تحت تأثیر قرار دهد. در بین سبک‌های زندگی مختلف بررسی شده، رژیم غذایی گیاه‌خواری، تخمین زده شد که حدود ۱٫۲ تا ۲ سال به زندگی بیفزاید.
پژوهش بهداشت و تندرستی ادونتیست، در یک پژوهش دیگر نیز به کار گرفته شده است با نام «آیا مصرف کم گوشت، امید به زندگی را در انسان‌ها افزایش می‌دهد؟» که توسط ژورنال آمریکایی تغذیهٔ پزشکی منتشر شده است. این فراپژوهش نتیجه گرفت که مصرف کم گوشت (کم‌تر از یک‌بار در هفته) و دیگر انتخاب‌های سبک زندگی به میزان قابل توجهی امید به زندگی را افزایش می‌دهد.
این پژوهش نتیجه گرفت «یافته‌ها از یک دستهٔ بزرگسالان سالم این احتمال را بالا می‌برد که پیروی طولانی مدت (≥۲ دهه) از یک رژیم گیاه‌خواری می‌تواند بعداً به میزان قابل توجه ۳٫۶ سال افزایش در امید به زندگی ایجاد کند.» به هرحال این مطالعه همچنین نتیجه گرفت «بعضی از چند سانی‌ها در مزیت بقا در گیاه‌خواران ممکن است بر اثر تفاوت‌های چشم‌گیر در بین پژوهش‌ها در این موارد بوده باشد: تطبیق‌های آماری، تعریف گیاه‌خواری، خطای اندازه‌گیری، توزیع سن، تأثیر داوطلب سالم و خوردن غذاهای گیاهی خاص توسط گیاه‌خواران». این پژوهش جلوتر می‌گوید: «این مسئله، این احتمال را بالا می‌برد که یک الگوی غذای کم گوشت و پرگیاه ممکن است عامل محافظتی علّی درست باشد، به جای تنها حذف گوشت از رژیم غذایی» در یک مرور اخیر بر پژوهش‌های مربوط به الگوهای رژیم کم‌گوشت در ارتباط با مرگ ومیر به هر علتی، سینگ (Singh) یادآور می‌شود که «۵ تا از ۵ پژوهش اشاره می‌کنند که بزرگسالانی از یک الگوی کم گوشت و پرگیاه پی‌روی کرده‌اند، نسبت به الگوهای دیگر خوردن، کاهش قابل توجه یا به‌طور حاشیه‌ای قابل توجهی (marginally significant) در ریسک مرگ و میر را تجربه می‌کنند»
مطالعه‌های آماری، همچون مقایسهٔ امید به زندگی با محل زندگی و رژیم غذایی محلی در اروپا هم، امید به زندگی را به میزان قابل توجهی در جنوب فرانسه بیشتر یافته‌اند، که در آن‌جا رژیم غذایی مدیترانه‌ای کم گوشت و پر گیاه معمول است، در مقایسه با شمال فرانسه که در آن رژیم با محتوای گوشتی زیاد معمول است.
یک پژوهش توسط انستیتو داروهای پزشکی و پیش‌گیرنده و انستیتو شیمی تنکرد شناختی به مشاهدهٔ یک گروه ۱۹ نفره گیاه‌خواران (شیرزرده گیاه‌خوار) پرداخت و از یک گروه مقایسهٔ ۱۹ نفره از همه‌چیزخواران انتخاب شده از همان منطقه استفاده کرد. یافته‌های این پژوهش نشان‌دهنده این است که این گروه گیاه‌خواران (شیرزرده گیاه‌خوار) در مقایسه با گروه غیر گیاه‌خوار، میزان کربوکسی متیلیزین (carboxymethyllysine) پلاسما و محصول‌های نهایی گلیکاسیون پیشرفته (advanced glycation endproducts) (AEGs) قابل توجهی بیشتر داشته‌اند.
کربوکسی متیلیزین یک محصول گلیکاسیون است که نشان‌دهندهٔ یک معیار استرس اکسید و آسیب طولانی مدت به پروتئین‌ها در افزایش سن، آترواسکلروزیس و دیابت است. «محصول نهایی گلیکاسیون پیشرفته (AEG) ممکن است نقش مهم معکوسی بازی کند در آترواسکلروزیس، دیابت، افزایش سن و بیماری کلیوی مزمن»
بزرگ‌ترین پژوهش (تا کنون) رژیم غذایی در مقابل طول عمر و یک میزبان (host) بیماری‌های غربی، پروژهٔ چین (China Project) بوده است که یک «بررسی نرخ مرگ برای ۱۲ نوع مختلف سرطان برای بیش از ۲۴۰۰ بخش و ۸۸۰ میلیون نفر (۹۶٪) از شهروندان این بخش‌ها» بوده است که ترکیب شده بود برای مطالعهٔ رابطهٔ بین نرخ‌های مرگ‌ومیر مختلف و انواع رژیم غذایی، سبک زندگی و ویژگی‌های زیست‌محیطی در ۶۵ بخش بیشتر شهرنشین چین که به صورت اشتراکی توسط دانشگاه کُرنِل (Cornell) و دانشگاه آکسفورد و آکادمی داروهای پیش‌گیرندهٔ چین در طول ۲۰ سال انجام شد. رابطه‌ای قوی میان میزان مصرف و نتیجه (dose-response relationship) بین میزان غذای حیوانی در رژیم غذایی و دلایل اصلی مرگ‌ومیر مانند بیماری قلبی، دیابت و سرطان یافت شد.

## جنسیت
یک پژوهش در سال ۱۹۹۲ که توسط بنیاد پژوهش‌های یانکلوویچ صورت گرفت حاکی از آن بود که از ۱۲٫۴ میلیون نفری که در آمریکا خودشان را گیاه‌خوار معرفی می‌کنند، ۶۸٪ زن و ۳۲٪ درصد مرد هستند. دلیل تعداد بیشتر زنان گیاه‌خوار نسبت به مردان گیاه‌خوار آن است که مهم‌ترین دلیل گرایش به گیاه‌خواری مسئله تندرستی است؛ چیزی که توجه به آن در زنان بیشتر از مردان است.
مسئله جنسیت گیاه‌خواران همچنین مورد چندین بررسی علمی قرار گرفته است. از دیدگاه انسان‌شناسانه، از آن‌جا که اغلب مردان بوده‌اند که به شکار می‌رفتند و این نیاز به انرژی و پروتئین بیشتر داشته است، بخش بزرگتری از شکار را اختیار می‌کردند و در اصطلاح، «تکه بزرگ گوشت» را می‌خوردند. تصور «مردانه» بودن خوردن گوشت باعث شده است که در بعضی جوامع، گیاه‌خواری به عنوان عملی «زنانه» تلقی شود که در کنار فمینیسم و هواداری از محیط زیست قرار می‌گیرد. در چنین دیدگاهی، «مردان راستین» خود را از خوردن گوشت منع نمی‌کنند.

## نقدهایی بر گیاه‌خواری
بنا بر برخی دلایل، عده‌ای رژیم گیاه‌خواری را توصیه نمی‌کنند و با آن مخالفت می‌شود.
- به گفتهٔ برخی افراد به علت عدم مصرف محصولات حیوانی، به‌خصوص در گیاه‌خوارانی که از هیچ‌یک از فراورده‌های حیوانی استفاده نمی‌کنند، احتمال کمبود ویتامین‌های ب۱۲ و دی، آهن، روی، کلسیم و آمینواسیدهای ضروری افزایش می‌یابد و گیاه‌خواران را نیازمند مصرف مکمل برای جبران این نیازها می‌کند. اما ویتامین ب۱۲ نه صرفاً توسط گیاهان و جانوران، بلکه نیز توسط باکتری‌هایی مانند سودوموناس دنیتریفیکانس، باسیلوس مگاتریوم و پروپیونی باکتریوم فرودنریچی تولید می‌شود. این باکتری‌ها در سرتاسر طبیعت وجود دارند و بیشترین فعالیت‌شان در گردوخاک مواد تخمیری است به صورتی که تمپه دارای ۰٫۱ میکروگرم ب۱۲ در صد گرم است. غنی‌ترین منبع ویتامین ب۱۲ مخمر مغذی است که در صد گرم دارای ۳۷۵٫۶ میکروگرم ب۱۲ است. منبع اصلی ویتامین دی نور خورشید است؛ روزانه نیم ساعت آفتاب گرفتن می‌تواند نیاز یک انسان بالغ را به ویتامین دی تأمین کند. در قارچ‌هایی که در برابر نور خورشید قرار گرفته‌اند ویتامین دی تولید می‌شود؛ حتی بعد از چیده شدن. تقریباً تمام محصولات گیاهی دارای آهن قابل توجهی هستند. بهترین منابع گیاهی آهن کنجد و سویا هستند که پانزده میلی‌گرم آهن دارند. آهن گیاهی نیز همراه با مصرف زیاد ویتامین سی می‌تواند جذبی برابر با آهن غیر گیاهی داشته باشد. روی در تافو، جو دوسر، مغزآجیل و دانه‌ها به مقدار زیادی موجود است و گیاهخواران در یک رژیم متنوع و اصولی مشکلی در دریافت روی ندارند. کلسیم ماده‌ای معدنی است که توسط ریشهٔ گیاه‌ها جذب می‌شود. بهترین منابع کلسیم گیاهی، کنجد و تخم خشخاش هستند که به ترتیب حدود نهصد میلی‌گرم و هزار و چهارصد میلی‌گرم کلسیم در صد گرم دارند. پروتئین‌های گیاهی معمولاً یک تا چهار آمینواسید نسبت به دیگر پروتئین‌ها را در خود کمتر دارند، اما با مصرف محصولات مختلف، آمینواسیدهای کامل برخی مواد جای آمینواسیدهای ناقص دیگر محصولات را می‌گیرند.[۴۹]
- برخی استدلال می‌کنند که آناتومی بدن انسان از جمله شکل آرواره‌ها و دستگاه گوارش شبیه به جانوران گیاه‌خوار یا حتی پستانداران گیاه‌خوار است. اما حیوانات گیاه‌خوار، قادر هستند سلولز (ماده اصلی دیواره سلول گیاهی) را هضم کنند.

گفته می‌شود انسان یک جاندار میوه‌خوار است میوه‌خوارها می‌توانند انرژی مورد نیاز خود را از میوه‌ها دریافت کنند اما علف‌خوارها مجبور هستند که سلولز را تجزیه کنند به همین دلیل میوه‌خوارها مثل گوریل قابلیت هضم سلولز را ندارند و سلولز یک فیبر هست و وظیفه مهمی در سیستم گوارش انسان دارد. سلولز و فیبرها باعث کاهش خطر ابتلا به سرطان روده بیماری‌های قلبی و دیابت نوع دو می‌شوند همچنین فیبر غذای بسیاری از باکتری‌های روده هم هست فیبر زمان هضم را طولانی می‌کند و باعث دیر جذب شدن کربوهیدرات و سیر شدن طولانی مدت می‌شود فیبر باعث نرمی و حرکت بهترِ مدفوع می‌شود.
- به تصور برخی، گیاه‌خواری می‌تواند باعث نجات کره زمین و محیط زیست از گرمایش و فرسایش شود. اما اگر تولید صنعتی مواد غذایی برای سیر کردن جمعیت هفت میلیارد نفری جهان با ملاحظات زیست‌محیطی همراه نباشد مشکل حل نمی‌شود. استفاده وسیع از آفت‌کش‌ها و کودهای شیمیایی، سیستم آبیاری اشتباه و عوامل دیگر هم نقش زیادی در آسیب زدن به منابع کره زمین دارند. به فرض گیاه‌خوار شدن تمامی ساکنان زمین، باید محصولات حیوانی را با گیاهی جایگزین کرد که خود این گیاهان هم، خاک، آب، منابع کره زمین و زیستگاه‌هایی جانوری را در معرض خطر قرار می‌دهد.[۴۹] (یادداشت: در این استدلال گفته نشده است که غذای اصلی حیواناتی که گوشت و سایر فرآورده‌هایشان مصرف می‌شود، از گیاهان است. برای مثال در زمینی که علوفه برای دامداری‌ها کاشته می‌شود تا دام‌ها مصرف کنند و فربه شوند، می‌توان گیاهان مورد نیاز انسان‌ها را کاشت و این در حالی است که ۸۳ درصد زمین‌های کشاورزی مسئول تولید غذای دام‌ها هستند)

## دین

### آیین هندو

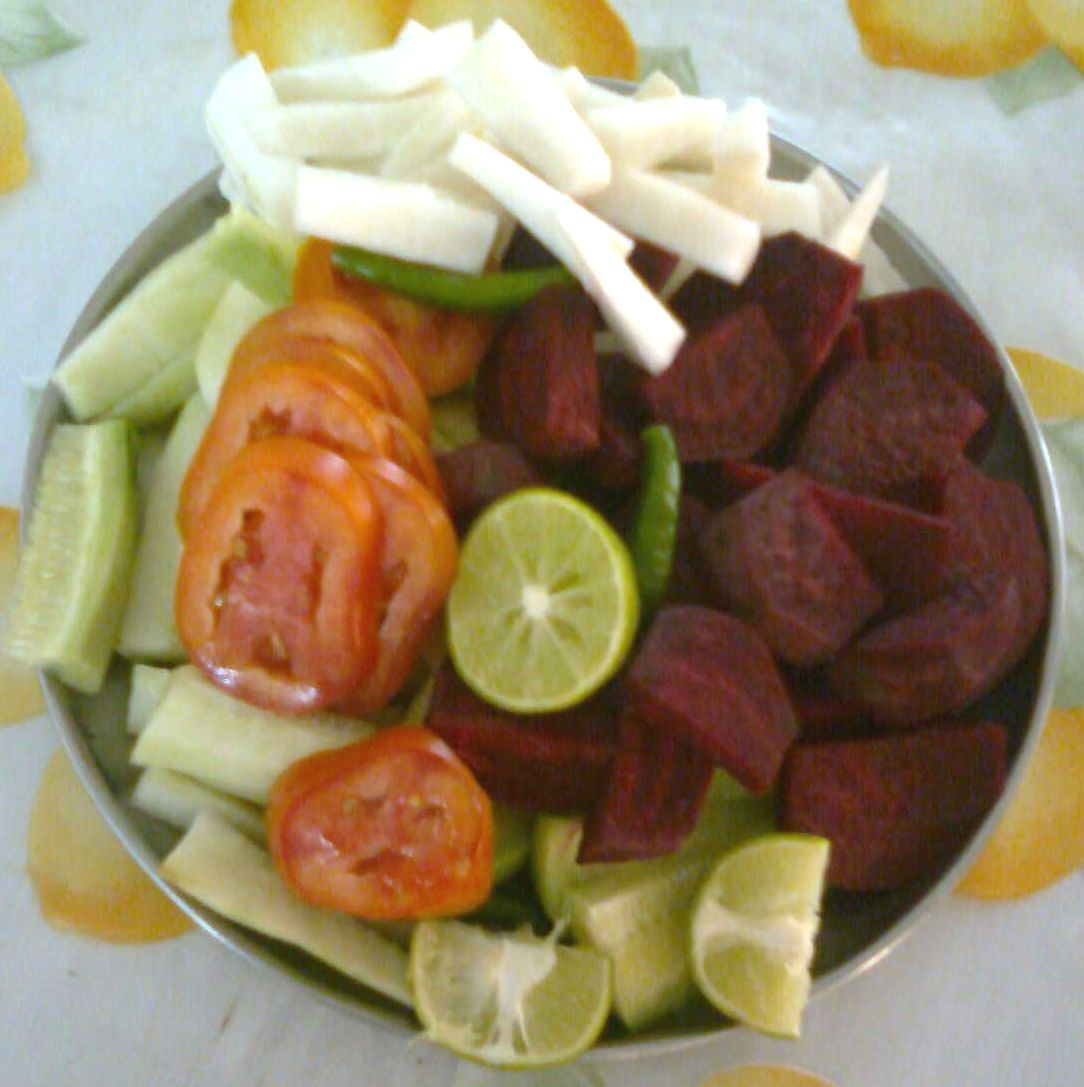
سالاد میوه هندی

دلیل گیاه‌خواری در هندوئیسم به منظور رعایت آهیمسا (عدم خشونت) است. بنابر اصل آهیمسا، لطف انسان‌ها می‌بایست تمام مخلوقات خداوند را دربر گرفته و تنها محدود به همنوع نباشد و بنابراین کشتن جانوران برای رفع گرسنگی هیمسا (خشونت) محسوب می‌شود.

### آیین زرتشت
در دین مزدیسنا در ماه ۴ روز (به‌طور تقریبی هر هفته یک روز) وجود دارد که پیروان این آیین در آن روز از شکار، کشتن و خوردن گوشت پرهیز می‌کنند. در این روز زرتشتیان غذاهای گیاهی پخته و بیشتر از میوه و سبزیجات استفاده می‌کنند. به این روزها نبر می‌گویند که در تقویم زرتشتی مشخص شده است. این کار با هدف حفظ حیوانات از نابودی و احترام به حقوق آن‌ها و سلامتی بدن انسان انجام می‌گیرد.

### آیین اسلام
در دین اسلام خوردن گوشت جانوران حلال گوشت در صورتی که جانور مردار نباشد و «از راه مشروع» کشته شود (ذبح اسلامی) مجاز است.
از علی بن ابی‌طالب که از بزرگان این آیین است نقل شده که «شکم خود را گورستان جانوران نکنید». البته همچنان این موضوع که این منابع طبق چه اسنادی چنین نقل کرده‌اند مورد بحث است.
پیامبر اسلام در احادیث زیادی مسلمانان را از پرخوری گوشت، منع کرده است، مثلاً جایی نقل است که به فرزندان خود بیشتر از یک‌بار در هفته گوشت ندهید.
در میان عارفان اسلامی نیز کسانی همچون رابعه عدویه از کشتن و خوردن جانوران سر باز می‌زده‌اند.
مسلمانان از دیدگاه دین و شریعت آزاد هستند تا گوشت‌خوار یا گیاه‌خوار باشند و نیز دارای سازمان جهانی گیاه‌خواران مسلمان‌اند. عده‌ای از مسلمانان نیز ترجیح می‌دهند برای پرهیز از خوردن گوشتی که به حلال بودن آن اطمینان ندارند، در رستوران‌های کشورهای نامسلمان گیاه‌خواری کنند.

### آیین یهودیت
گیاهخواری یهودی تعهدی به گیاهخواری است که به اخلاق یهود یا هویت یهودی مرتبط است. گیاهخواران یهودی غالباً اصول یهودیان راجع به رفاه حیوانات، اخلاق محیطی، خصوصیات اخلاقی و سلامتی را از دلایل پذیرش گیاه‌خواری یا رژیم وگان عنوان می‌کنند.
تعدادی از دانشمندان دین یهودیت مانند یوسف آلبو گیاه‌خواری را به عنوان یک کمال مطلوب از نظر اخلاقی، نه فقط به دلیل نگرانی برای رفاه حیوانات، به دلیل این‌که بر شخصیت کسی که حیوانات را ذبح می‌کند تأثیر منفی می‌گذارد معرفی کرده‌اند.
یهودیان نیز دارای سازمان جهانی گیاه‌خواران یهودی هستند.

### آیین بهائیت
عبدالبهاء می‌گوید: «حقیقتش این است که خوردن حیوانی شایسته نیست؛ امّا انسان خود را بی‌جهت مبتلا کرده و عادّی شده است. این است که نهی آن عجالتاً ممکن نیست.»
«در مستقبل ایّام خوراک انسان عبارت از میوه‌ها و حبوبات خواهد بود. وقتی خواهد آمد که دیگر گوشت تناول نشود. علم پزشکی کنونی در مرحلهٔ طفولیت است. با وجود این مبرهن گشته که غذای طبیعی ما چیزی است که از زمین پرورده شود.»
«وقتی نوع بشر کاملاً پیشرفت نماید و ترقّی کند خوردن گوشت به تدریج متوقف گردد.»
«... انسان محتاج و مجبور به خوردن گوشت نیست. اگر ابداً گوشت نخورد، باز در نهایت خوشی و قوّت زندگانی نماید… در حقیقت ذبح حیوانات و خوردن گوشت قدری مخالف رحمت و شفقت است. اگر کسی بتواند به حبوبات و فواکه (میوه‌ها) و روغن‌ها و مغزها از پسته و بادام قناعت کند، البتّه بهتر و خوش‌تر است.»
«وقتی بیان جمالِ مبارک [بهاءالله] این بود که اگر کسی حیوانات ذبح نکند و به نباتات قناعت نماید البته بهتر است ولی نهی نفرمودند زیرا ممکن نیست که انسان حیوانی نخورد چه که در هر آب و گیاهی و میوه ای حیواناتی که انسان از خوردن ناگزیر است موجود نهایت ضعف و شدّتی دارد.»